# Estacionamiento de bicicletas

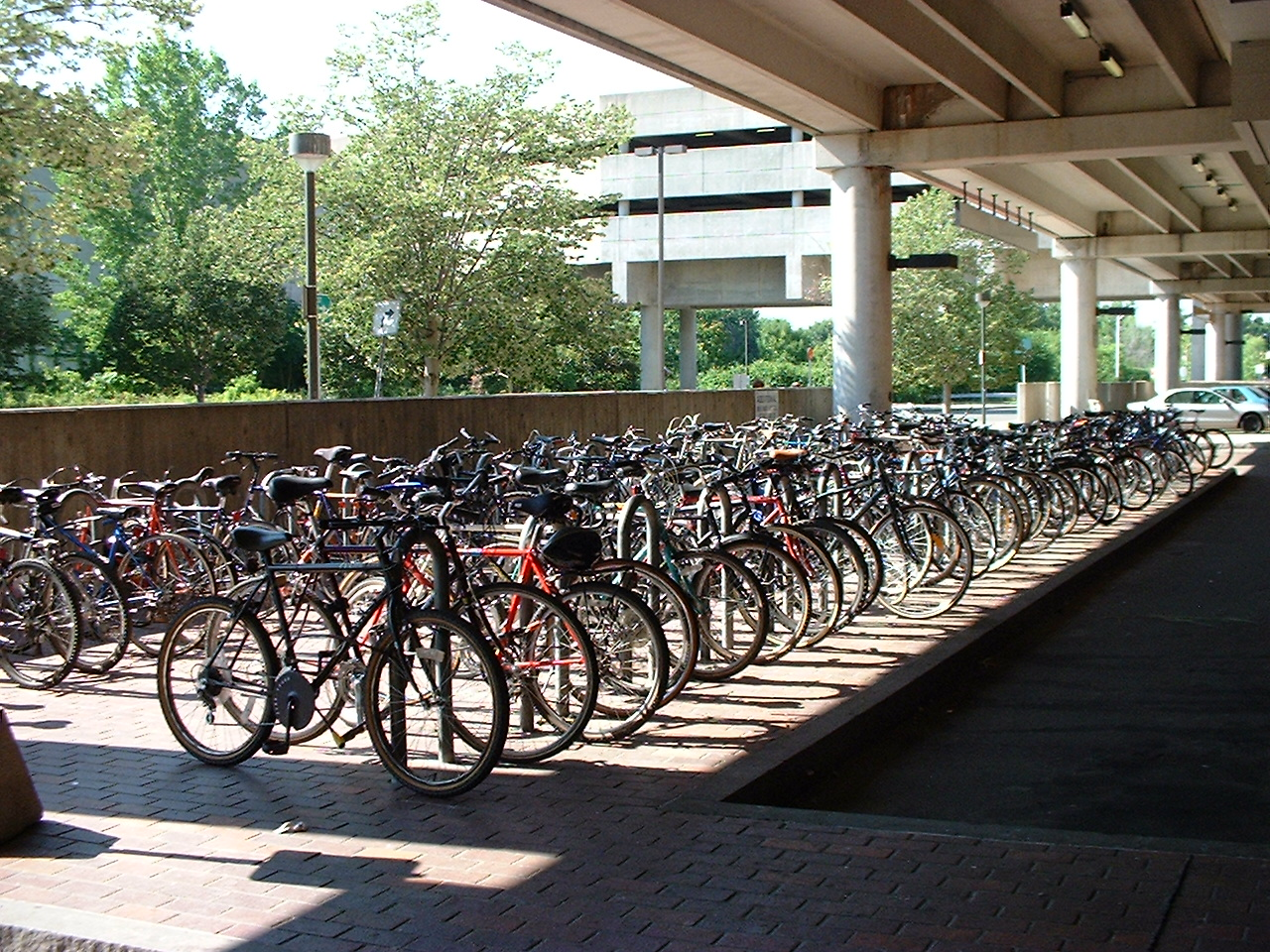
Cicloparqueadero en la estación de tránsito rápido Alewife en Massachusetts, EUA.

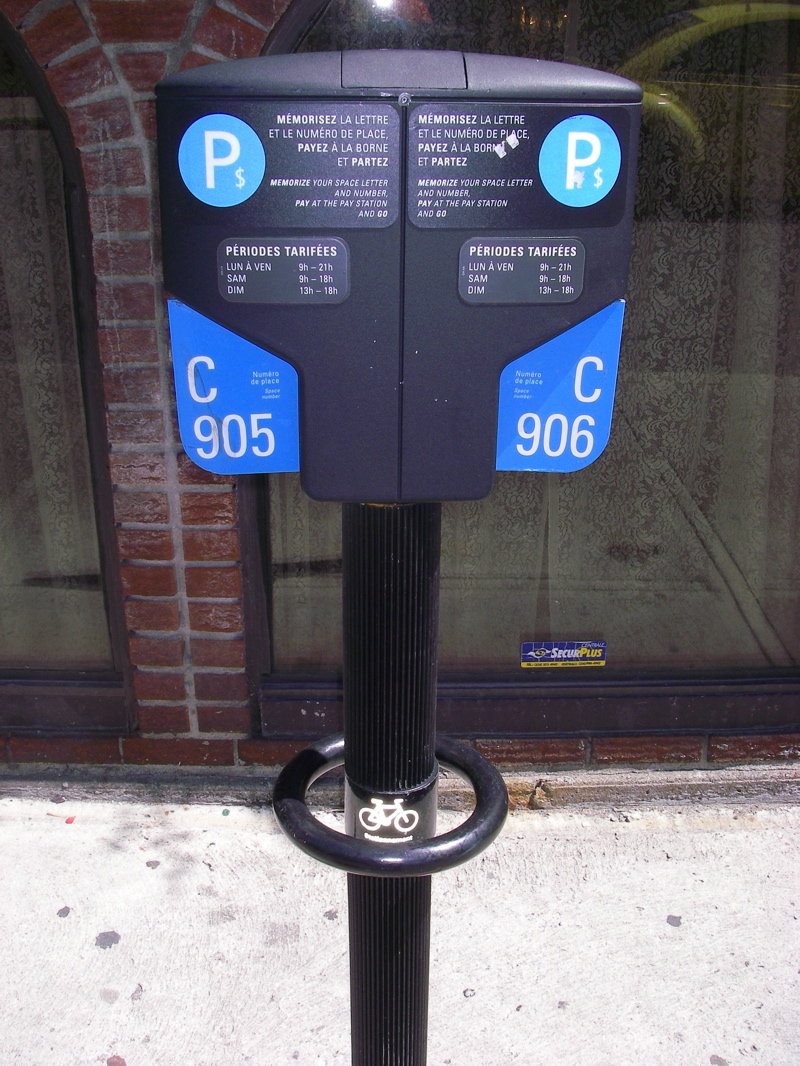
Metro de aparcamiento automovilístico con anillo de cerradura de bicicleta integrado en Montreal, Canadá.

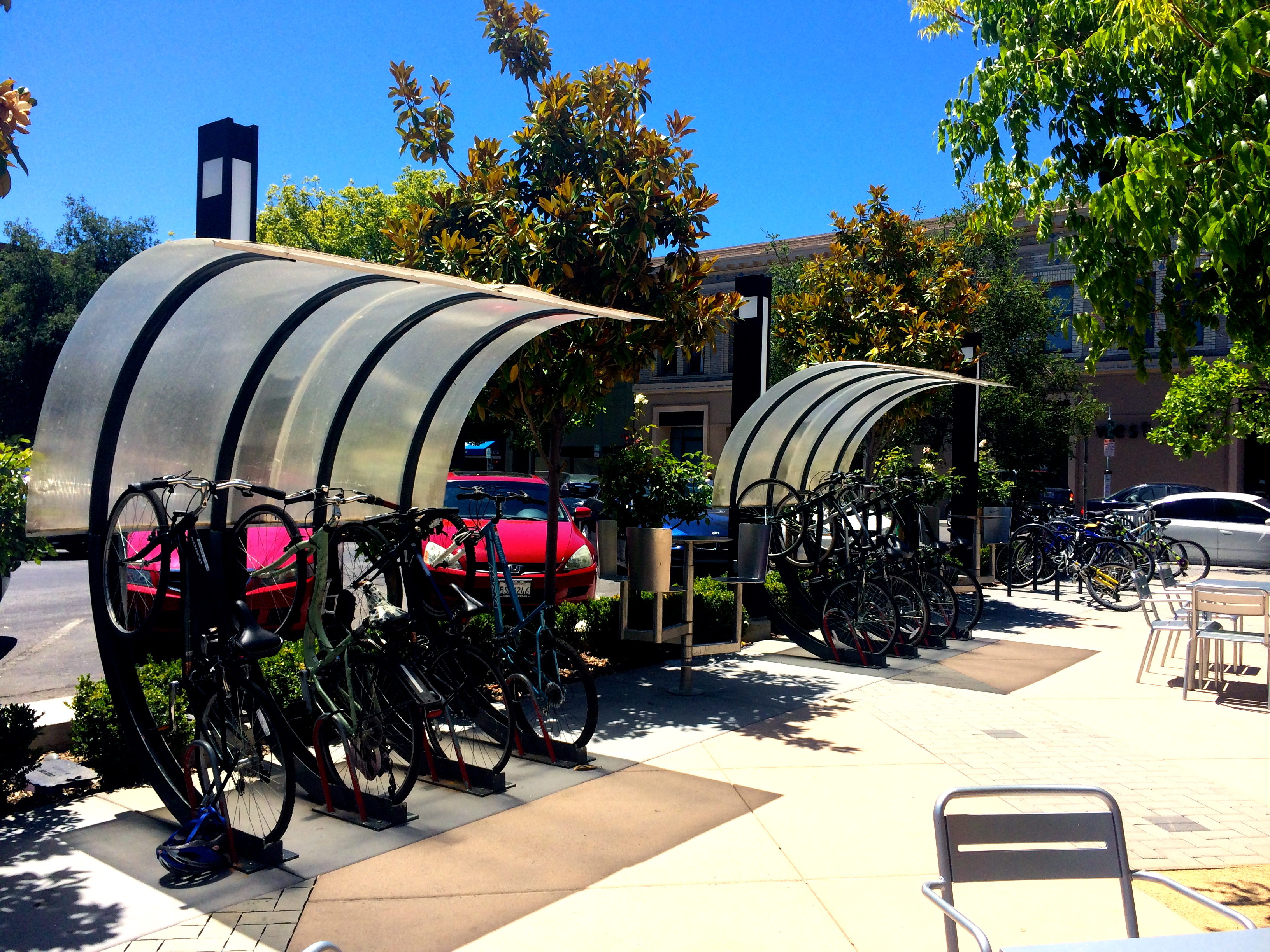
Cicloparqueadero con diseño Half-Arc-por-Bici-Arc

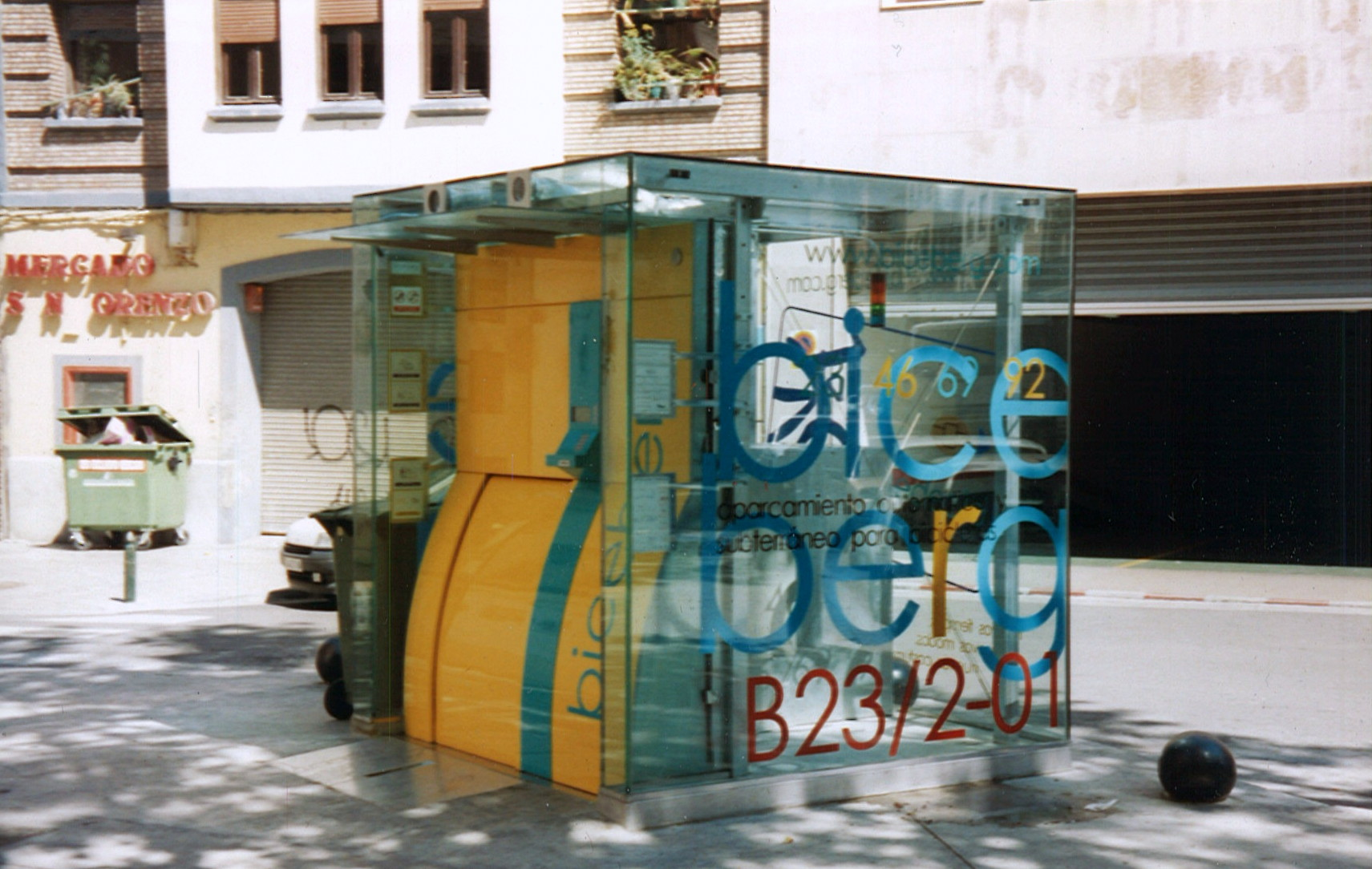
Sistema de almacenamiento subterráneo de bicicletas Biceberg en Zaragoza, España

Los estacionamientos de bicicletas, también conocidos como cicloparqueaderos son componentes del sistema de tránsito que incluyen la infraestructura y equipamiento (el bastidor o rack para bicicletas, candados de bicicleta etc.) para habilitar el estacionamiento seguro y conveniente de bicicletas, en especial en el ciclismo urbano. Entre los dispositivos que se necesitan están anclajes o bastidores para bicicletas, sistemas de parqueo manuales o automáticos, techos para protección del clima, así como legislazión concreta que permita el aparcamiento ad hoc junto a guardarraíl y otro mobiliario de calle.

## Visión general
El estacionamiento de bicicletas es parte importante de la infraestructura de ciclismo y es estudiado en la disciplina de ingeniería de transporte en bicicleta.  En muchas partes del mundo, los cicloparqueaderos son tan escasos o tan inadecuados, que árboles cercanos o medidores de tráfico de vehículos particulares son utilizados en su defecto.  El bastidor tipo hitching post es una mejora sobre el tipo viejo de ranura para la rueda frontal de la bicicleta, no el marco, pero solo permite parquear para dos bicicletas por correo. En los Países Bajos, donde las bicicletas son ampliamente utilizadas, se usan bastidores de dos niveles para permitir alta densidad de parqueo (las manillas se traslapan, a menudo causando daño) y seguridad (la bicicleta está bien soportada aguantada y es fácil de asegurar con candado).
Secciones estacionamientos existentes a menudo pueden ser reconvertidos en cicloparqueaderos, ofreciendo ventajas por su ubicación en zonas de alto tráfico, cobertura,  seguridad y capacidad de parqueo para más bicicletas.
Las políticas y regulaciones de planeamiento urbanístico prevén cada vez más la necesidad de cicloparqueaderos en nuevos desarrollos, para complementar los estacionamientos de vehículos automorores. Muchas estaciones de transporte público incluyen actualmente estacionamiento de bicicletas, por medio de bastidores de bicicletas o cicloparqueaderos hechos a la medida, para facilitar el transporte multimodal.

## Ubicación óptima y mejores prácticas
Los cicloparqueaderos se consideran un factor clave para influenciar la decisión de la ciudadanía para transportarse en bicicleta. Para ser considerado seguro, el cicloparqueadero debe tener un diseño adecuado: permitiendo asegurar la bicicleta en el marco (como en los cicloparqueaderos tipo bastidor). Una ubicación claramente visible también ayuda a brindar seguridad pasiva de los mismos transeúntes. La protección de los factores climáticos es también deseable. Como regla, donde se incentive el ciclismo como alternativa al automovilismo, se hacen esfuerzos para hacer que el estacionamiento de bicicletas sea más conveniente y atractivo que el estacionamiento de vehículos automotores. Esto normalmente significa proporcionar una distribución ancha y visible, con sitios para aparcar claramente definidos.
En algunos casos, cicloparqueaderos con gran concentración y número de puestos de estacionamiento son más apropiados, e incluso pueden ser supervisados y sujetos a una tarifa por su uso —por ejemplo, los cicloparqueaderos en intercambios de transporte público como ferrocarril, metro, tranvía, estaciones de autobús o puertos de ferry para facilitar el transporte multimodal—.
En otros casos, donde el ciclismo se considera como actividad inapropiada, o por la ignorancia sobre buenas prácticas de urbanismo, los cicloparqueaderos pueden sencillamente no ser proporcionados o colocados en ubicaciones incómodas, distantes, y fuera de vista. Los ciclistas pueden tener prohibido aparcar sus bicicletas en las ubicaciones más convenientes. Por ejemplo, en abril de 2007, las autoridades en la Universidad de California Santa Bárbara empezó a confiscar bicicletas estacionadas en sitios diferentes a los cicloparqueaderos oficiales ubicados en zonas alejadas.  Algunos propietarios de locales y autoridades municipales montan señalización para desalentar a ciclistas de parquear allí sus bicicletas. Algo distinto sucede en Latinoamérica, Bogotá consiguió en agosto de 2021 la certificación de 200 cicloparqueaderos, ubicados en 13 universidades, 22 centros comerciales, 21 estaciones del sistema de transporte Transmilenio, 20 empresas y 37 entidades públicas. 
"En la ciudad se realizan más de 880 mil viajes diarios en bicicleta, por lo que consideramos fundamental tener una red de cicloparqueaderos que les permitan a biciusuarios parquear su bicicleta de manera segura y en condiciones de calidad", aseguró el secretario de Movilidad de Bogotá, Nicolás Francisco Estupiñán Alvarado.  
Los lugares idóneos para instalar los aparcamientos para bicicletas son aquellos que suponen un origen o destino de un viaje o cambio de modo de transporte. Por tanto, algunos de los lugares concretos donde se deben instalar son:
- Centros educativos.

- Oficinas y centro administrativos.

- Centros sanitarios.

- Polígonos industriales.

- Zonas comerciales y mercados.

- Parques, jardines y plazas.

- Instalaciones y centros deportivos.

- Estaciones de ferrocarril y autobús.

- Paradas de autobús y tranvía.

- Lugares de ocio.

## Criterios de implantación
A la hora de elegir y diseñar el aparcamiento idóneo para las bicicletas se han de tener en cuenta los siguientes criterios:
- Seguridad: prevención ante robos o actos de vandalismo.

- Polivalencia: posibilitar colocar todo tipo y tamaños de bicicletas, permitiendo la sujeción de cualquier método antirrobo.

- Accesibilidad: localizados cerca del origen y destino de los ciclistas.

- Ubicación: deben ser visibles con facilidad.

- Comodidad: no supongan un obstáculo para los peatones.

- Estética: adecuados al entorno.

- Estabilidad: deben asegurar la sujeción sin peligrar la estabilidad de la bicicleta.

- Protección climática: considerar la protección frente a sol y lluvia.

- Coste y mantenimiento: han de tenerse en cuenta los costes de implantación y mantenimiento a la hora de presupuestar la implantación de una vía ciclista.

Los criterios que prevalecen a la hora de seleccionar la ubicación física del estacionamiento de bicicletas son los de seguridad, visibilidad y comodidad.

## Clasificación de los estacionamientos para bicicletas

### Por tipo de soporte
- Soporte U-Invertida: constituido por una pieza metálica acodada que permite candar dos bicicletas, una a cada lado. La bicicleta puede apoyarse en su totalidad contra el soporte. Existen muchas variantes que cumplen las mismas condiciones de seguridad.

- Soporte de rueda: se trata de un elemento donde se encaja una de las ruedas de la bicicleta, que se sujeta mediante un candado.

- Soporte de pared: permite sujetar la bicicleta a una pared en posición vertical, horizontal o inclinada.

- Soporte de doble altura: las bicicletas se aparcan en dos alturas en posición horizontal, aprovechando óptimamente el espacio.

- Soporte vertical independiente: permite sujetar la bicicleta de forma vertical sin necesidad de una pared de apoyo.

- Soporte con sistema antirrobo incorporado: se trata de soportes con uno o varios elementos portadores que permiten atar la bicicleta, una vez ha sido aparcada, con la ayuda de un elemento móvil que se bloquea con el candado personal del ciclista.

## Tipos y equipamiento
- Cicloparqueaderos dedicados.
- Anclaje o bastidor para bicicletas, también conocido como rack o puesto de bicicleta.
- Candado para bicicletas.
- Casillero para bicicletas.